# Katrinebergs kapellförsamling
Katrinebergs kapellförsamling var en församling i Uppsala stift i nuvarande Bollnäs kommun. Församlingen uppgick 1965 i Bollnäs  församling.
Kyrka var Katrinebergs kapell

## Administrativ historik
Området bildades 1843 ett eget kyrkobokföringsdistrikt i Bollnäs församling.  Mellan 1867 och 21 april 1922 betraktades den som en kapellförsamling för att därefter till 31 december 1971 åter ses som en kyrkobokföringsdistriktt. 1972 uppgick den i Bollnäs församling.   